# Maxxess

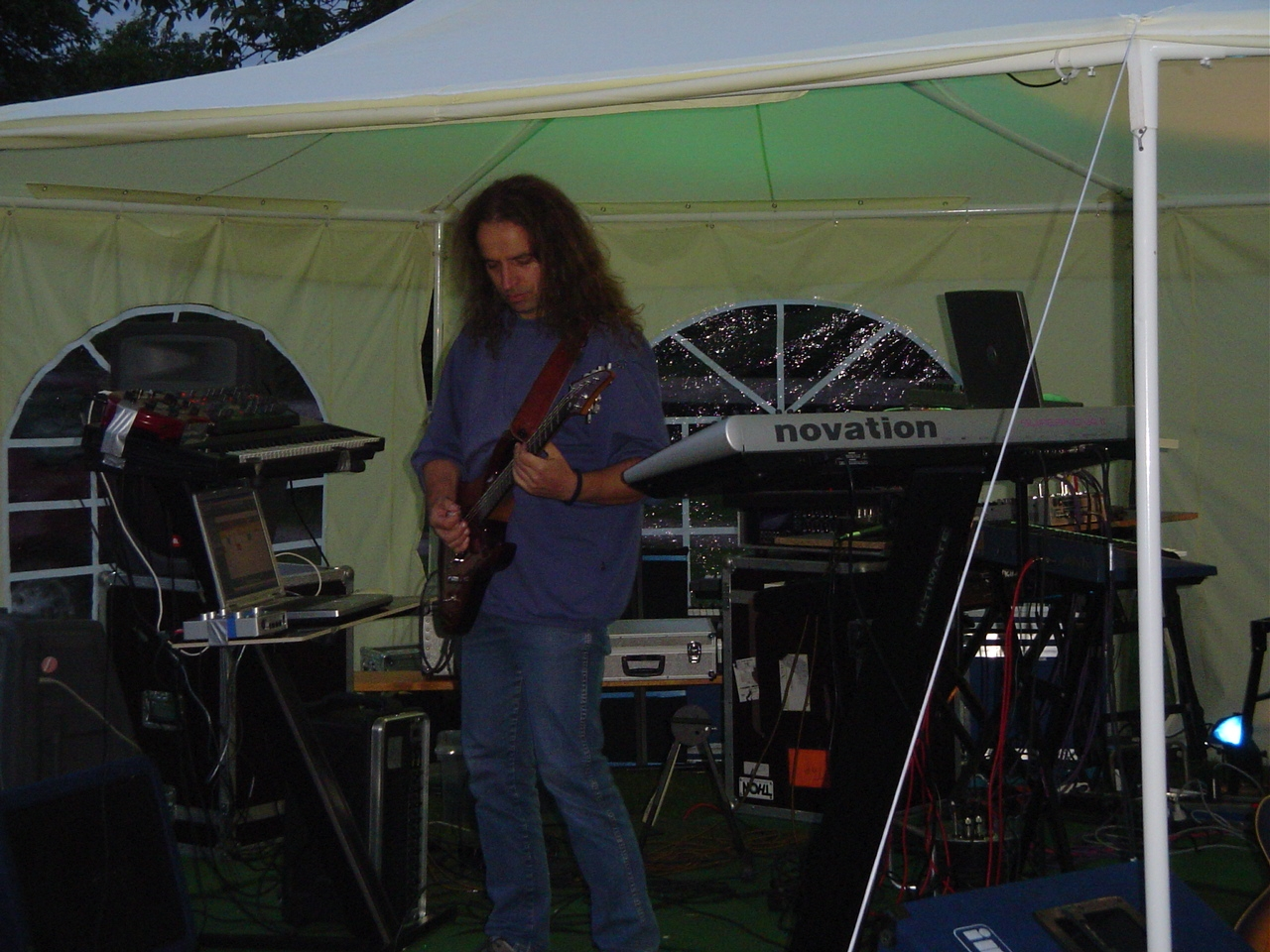
Maxxess beim CUE-Festival 2005

Maximilian (Max) Schiefele alias Maxxess (* 7. Januar 1962) ist ein deutscher Elektronik- und Rock-Musiker aus Heubach.

## Allgemeines
Max Schiefele begann mit 12 Jahren, inspiriert durch die aufkommende deutsche Rockszene, Gitarre zu spielen. Er coverte zunächst bekannte Rockbands wie AC/DC, später gründete er seine erste Band. Nachdem er auch Interesse an elektronischer Musik (Kraftwerk, Tangerine Dream, Klaus Schulze) bekam, kaufte er sich seinen ersten Synthesizer und begann seit den 80er Jahren, seine eigene elektronische Musik zu komponieren. Später rüstete er sein Equipment nach und nach auf. 
1987 gewann er bei dem Frankfurter Synthesizermusikfestival „White Waves“ mit einer reinen Elektronik-Komposition den Preis für die beste „White Waves Auftragskomposition“. Zwei Jahre später gewann er mit einem Instrumentalstück erneut einen Wettbewerb, diesmal den des Magazins „Keyboards“.
Gegen Ende der 90er Jahre, nach Aktivitäten bei diversen Bands, nahm Schiefele das Pseudonym „Maxxess“ an, um seine eigene Musik solo zu komponieren und zu spielen. Seitdem macht er Instrumentalmusik, die durch den Einsatz der E-Gitarre neben den Synthesizern eine Mischung aus elektronischen Sounds und Progressivem Rock darstellt. Anfangs veröffentlichte er einige seiner Stücke beim Internetportal mp3.de und stieß dort auf positive Resonanz. Schließlich wurde 2001 die erste CD auf dem eigens gegründeten Plattenlabel „Klangdesign“ herausgebracht.
2004 gewann Maxxess die Schwingungen-Wahlen in der Kategorie „Bester Musiker 2003“. Im gleichen Jahr erschien ein gemeinsames Album mit dem Elektronikmusiker Axel Stupplich („Axess“) von der Band Pyramid Peak. In der nachfolgenden Zeit traten sie des Öfteren gemeinsam auf, neben Deutschland auch auf namhaften Elektronikfestivals in Großbritannien und den Niederlanden.
Max Schiefele betreibt auch Laufsport und nimmt seit 2007 regelmäßig an Ultramarathon-Wettbewerben teil. Er ist verheiratet und lebt in Mögglingen.

## Diskografie
- 1995: Landscapes (veröffentlicht 2011)
- 2001: Electrixx
- 2003: The Sequel
- 2004: Contact (mit Axess)
- 2005: Authenticity
- 2006: Offroad
- 2010: Ultra
- 2010: Impact (mit Axess)
- 2011: Poles (mit Erik Seifert und Josef Steinbüchel)
- 2014: Green Fairy
- 2021: Reactivate
- 2024: Waldgeist